# Ie Masen
Ie Masen is een bestuurslaag in het regentschap Pidie van de provincie Atjeh, Indonesië. Ie Masen telt 575 inwoners (volkstelling 2010).